# P’ihyŏn
P’ihyŏn (kor. 피현군, P’ihyŏn-gun) – powiat w Korei Północnej, w prowincji P’yŏngan Północny. W 2008 roku liczył 110 637 mieszkańców. Graniczy z powiatami Ŭiju na północy, Ch’ŏnma na wschodzie, Tongnim na południu, Yŏmju na południowym zachodzie, Ryongch’ŏn na zachodzie, a także z miastem Sinŭiju na północy. Przez powiat przebiega linia kolejowa P’yŏngŭi, łącząca stolicę Korei Północnej, Pjongjang ze znajdującym się w północno-zachodniej części kraju miasta Sinŭiju, a dalej z siecią kolejową Chin. 57% terytorium powiatu stanowią lasy.

## Historia
Przed wyzwoleniem Korei spod okupacji japońskiej tereny należące do powiatu wchodziły w skład powiatu Ŭiju. W obecnej formie powstał w wyniku gruntownej reformy podziału administracyjnego w grudniu 1952 roku. W jego skład weszły wówczas tereny należące wcześniej do miejscowości P’ihyŏn, Wŏlhwa, Wiwŏn (wszystkie poprzednio znajdowały się w powiecie Ŭiju), Tongsan, Kogwan (11 wsi – obie znajdowały się w powiecie Ryongch’ŏn), 7 wsi miasta Sinŭiju, 15 wsi miejscowości Yanggwang, a także jedna wieś miejscowości Sŏrim (powiat Ch’ŏlsan). Powiat P’ihyŏn składał się wówczas z jednego miasteczka (P’ihyŏn-ŭp) i 28 wsi. W czerwcu 1958 roku wieś Ryŏnsang podzielono na wsie Hadan, Tanghu i Paengma.

## Gospodarka
Lokalna gospodarka oparta jest na rolnictwie. Na terenie powiatu znajdują się uprawy ryżu, kukurydzy, soi, batatów, orzechów ziemnych, a także hodowle zwierząt gospodarskich, zwłaszcza owiec i świń.

## Podział administracyjny powiatu
W skład powiatu wchodzą następujące jednostki administracyjne:
| Nazwa jednostki administracyjnej | Rodzaj jednostki administracyjnej | Hangul       | Hancha       |
| -------------------------------- | --------------------------------- | ------------ | ------------ |
| P’ihyŏn-ŭp                       | miasteczko                        | 피현읍       | 被峴邑       |
| Paengma-rodongjagu               | dzielnica pracownicza             | 백마로동자구 | 白馬勞動者區 |
| Ryangch'aek-rodongjagu           | dzielnica pracownicza             | 량책로동자구 | 良策勞動者區 |
| Hadan-ri                         | wieś                              | 하단리       | 下端里       |
| Sanggo-ri                        | wieś                              | 상고리       | 上古里       |
| Ryong'un-ri                      | wieś                              | 룡운리       | 龍雲里       |
| Tongsŏ-ri                        | wieś                              | 동서리       | 東西里       |
| Ryonghŭng-ri                     | wieś                              | 룡흥리       | 龍興里       |
| Puksam-ri                        | wieś                              | 북삼리       | 北三里       |
| Hwasam-ri                        | wieś                              | 화삼리       | 化三里       |
| Ch'ubong-ri                      | wieś                              | 추봉리       | 趨峰里       |
| Nonggŏn-ri                       | wieś                              | 농건리       | 農建里       |
| Rojung-ri                        | wieś                              | 로중리       | 蘆中里       |
| Tanghu-ri                        | wieś                              | 당후리       | 堂後里       |
| Jŏngsan-ri                       | wieś                              | 정산리       | 亭山里       |
| Kwang-ri                         | wieś                              | 광리         | 廣里         |
| Ryong'yu-ri                      | wieś                              | 룡유리       | 龍遊里       |
| Ryonggye-ri                      | wieś                              | 룡계리       | 龍溪里       |
| Ch'ungnyŏl-ri                    | wieś                              | 충렬리       | 忠烈里       |
| Songjŏng-ri                      | wieś                              | 송정리       | 松亭里       |
| Tongsang-ri                      | wieś                              | 동상리       | 東上里       |
| Sŏngdong-ri                      | wieś                              | 성동리       | 城東里       |
| Taep'yŏng-ri                     | wieś                              | 대평리       | 臺坪里       |
| Samsang-ri                       | wieś                              | 삼상리       | 三上里       |